# ZION (バンド)
ZION（ザイオン）は日本のロックバンド。

## 略歴
- 2020年 - 東京都にて結成。北海道十勝の古民家をDIYで改装して作ったスタジオWhite Houseを拠点に活動中。
- 2021年 - 8月、札幌にてライヴ活動を開始。
- 2022年 - 8月、石狩湾新港樽川ふ頭横野外特設ステージで開催されたRISING SUN ROCK FESTIVAL 2022 in EZOではオーディション枠であるRISING★STARに選出され、トップバッターを務めた[1]。12月、1stアルバム『SUN'n'JOY』をリリース[2]。初の全国ツアーである「Tour (Here Comes The) SUN'n'JOY」を札幌PENNY LANE 24を皮切りに4都市で開催[3]。全公演がソールドアウトした。
- 2023年 - 5月からの3ヶ月間「Tegami from White House」プロジェクトを実施[4]。新曲CD付きの手紙を数量限定販売。10月よりライヴハウスツアー「ZION LIVE (((( 4Peaks ))))」を開催[5]。
- 2024年 - 2月、1st EP『Mountainphonic』をリリース[6]。リリースツアー「凸Mountainphonic凸」を開催[7]。5月、「Another Mountainphonic」を開催[8]。9月、MYSTERY TOUR「Live in White House」と題し、初めてWhite Houseにてライヴイベントを開催。10月、EIZO#3「Another Mountainphonic△」をリリース[9]。初の対バンツアー「TOUR "ZION CALLING"」を開催[10]。ドミコ、Billyrrom、Hedigan's、Homecomingsと共演。12月24日、札幌時計台ホールにてクリスマスライヴ「Night of the Christmasist, by the Christmasist, for the Christmasist」を開催[11]。
- 2025年 - 2月、2ndアルバム『Countryman』をリリース[12]。「Newel」MVが公開された[13]。ZION TOUR 2025「Journey of A Countryman」も開催[14]。4月、「ZION TOUR 2025 Journey of A Countryman -EXTRA SHOW-」を開催[15]。5月、「ZION Billboard Live Tour (Another) Countryman」を開催[16]。6月、スペースシャワーTVにて「ZION TOUR 2025 Journey of A Countryman -EXTRA SHOW-」が放送された[17]。9月、「ZION presents MYSTERY TOUR "Live in White House'25"」を開催[18]。10月、ZION presents「ZION CALLING’25」を開催。GRAPEVINE、タデクイ、Khaki、ROTH BART BARONと共演[19]。

## メンバー
- 光村龍哉（みつむら たつや、1985年9月8日 - ）：ボーカル、ギター

- 愛称はみっちゃん。千葉県浦安市出身。高校時代は軽音楽部に所属。NICO Touches the Wallsボーカル、ギター担当。

- 櫛野啓介（くしの けいすけ、1985年8月16日 - ）：ギター

- 本バンド結成前にはjealkbというバンドで裏方をしていたが、途中よりsapoto名義でサポートギターとして前面で活動、その後正式メンバーに加入。2020年2月14日に脱退した。

- 吉澤幸男（よしざわ さちお、1985年8月20日 - ）：ギター

- ガガキライズギター担当。LOLOETギター担当。

- 鳴橋大地（なるはし たいち、11月10日 - ）：ドラム

- チョリソーバイブスというバンドで活動していた。Steve Jordanをリスペクトしている。

- 佐藤慎之介（さとう しんのすけ、9月16日 - ）：ベース

- 本人のInstagramの投稿ではよくメンバーとの写真とともに、#ZIONの母というハッシュタグがつけられているため料理担当であることがわかる。Yogee New Waves、松室政哉のライブにサポートとして出演している。

## バンド名の由来
ZIONというバンド名の由来は、メンバーの光村と櫛野がアメリカ合衆国のザイオン国立公園を訪れたためである。また、光村がアメリカのFMラジオ局の中で気に入ったステーションの名前がZIONだった。「選曲が、古いバンドだとビートルズやローリング・ストーンズ、そこからいきなりヴァンパイア・ウィークエンドにつながったり。新旧のロックがずっとかかってるんですけど、それがすごく心地よかったんですよね。」と述べている。1st EP『Mountainphonic』も、ザイオン国立公園を訪れた際に感じたゴツゴツとした岩山の景色や匂いをインスピレーション源に制作された。2023年に開催されたライブ「ZION LIVE (((( 4 Peaks ))))」のキービジュアルはザイオン国立公園にて撮影されたものである。

## 出演ライブ
- 2021年
  - 8月8日 - SOUND L.S
  - 8月9日 - soundgraph
  - 9月11日 - アルクリコールpre.「兆」
  - 9月20日 - UNIONFIELD 7TH＆8TH ANNIVERSARY LIVE HOME7&8
  - 10月17日 - 秋麗
  - 10月23日 - IYPpresents『Lightning strike』
  - 11月3日 - ジューシーインダハウスSP
  - 11月6日 - mole 15th Anniversary LIVE #1
  - 11月28日 - mole 15th Anniversary「15+3」
  - 12月10日 - CPRNX「This is My Weekend!! vol.1」

- 2022年
  - 1月10日 - FSR2022
  - 2月11日 - ZION x つれづれぐさ x THREE1989 3マンライブ ～MIX TAPE～
  - 8月12日 - RISING SUN ROCK FESTIVAL 2022

- 2023年
  - 2月5日 - スポーツニッポン新聞社 presents レッドイーグルス北海道 vs 東北海道クレインズ
  - 3月11日 - 大雪山国立公園 然別湖Concert 2023 In しかりべつ湖コタン
  - 4月30日 - うまちか with ばんえい競馬2023
  - 5月1日 - うまちか with ばんえい競馬2023
  - 7月8日 - GANKE FES 2023
  - 7月9日 - 第35回国際農業機械展 in 帯広 2023
  - 7月9日 - 乳フェス！in SHIHORO
  - 7月30日 - おたる潮まつり
  - 8月6日 - SOUND L.S
  - 8月12日 - 北海道バルーンフェスティバル
  - 8月23日 - AKABIRA CAMP BREAK 2023
  - 8月27日 - SPACE SHOWER SWEET LOVE SHOWER 2023
  - 9月16日 - オタルオータムフェス2023
  - 9月23日 - ZION / Enfants / Chevon「NO BORDER 6」
  - 12月6日 - Something Special GRAPEVINE x ZION
  - 12月7日 - Something Special GRAPEVINE x ZION

- 2024年
  - 8月17日 - RISING SUN ROCK FESTIVAL 2024 in EZO

- 2025年
  - 5月25日 - 森、道、市場2025
  - 5月27日 - TOMMY GUERRERO “THEN AND NOW” JAPAN TOUR 2025 in Kiryu Purveyors
  - 7月27日 - FUJI ROCK FESTIVAL'25
  - 8月21日 - UNISON SQUARE GARDEN presents「fun time HOLIDAY 9」
  - 8月30日 - RUSH BALL 2025
  - 10月19日 - LIVE AZUMA 2025